# Dichaetomyia deceptiva
Dichaetomyia deceptiva este o specie de muște din genul Dichaetomyia, familia Muscidae, descrisă de Fritz Isidore van Emden în anul 1942.
Este endemică în Zimbabwe. Conform Catalogue of Life specia Dichaetomyia deceptiva nu are subspecii cunoscute.